# 高嶋政伸
高嶋政伸（1966年10月27日—）是日本男演員、藝人，出身於東京都，後來成為東寶娛樂旗下男藝人。其父高島忠夫是男演員，其母壽美花代是寶塚歌劇團女演員，其兄高嶋政宏也是男演員。

## 外部連結
- 東寶娛樂內的高嶋政伸個人檔案
- 高嶋政伸在互联网电影资料库（IMDb）上的資料（英文）